# Rivula anapsida
Rivula anapsida là một loài bướm đêm trong họ Erebidae.